# Wangchug Dorje
Wangchug Dorje (1556-1603) was de negende gyalwa karmapa, hoofd van de kagyüschool van het Tibetaans boeddhisme.
Wangchug Dorje werd in Treshod, Kham geboren. Naar verluidt zei hij na zijn geboorte: "Ik ben de karmapa." Hij werd op achtjarige leeftijd door de vijfde shamarpa opgeleid in een nomadisch kamp, dat door Tibet reisde en ook door Mongolië en Bhutan trok. Onderweg werden vele kloosters gesticht en heeft hij veel boeddhistische teksten geschreven, waarvan vele nog steeds worden gebruikt.
Wangchug Dorje was niet alleen geestelijk leider, maar was ook een bemiddelaar in conflicten. Hij werd door de koning van Sikkim uitgenodigd en heeft daar drie kloosters gesticht waaronder een klooster in Rumtek, waar zich tegenwoordig sinds de Tibetaanse diaspora het belangrijkste klooster van de linie bevindt.
- Bibliothèque nationale de France: cb15018209n (data)
- Gemeinsame Normdatei: 111471095
- International Standard Name Identifier: 0000 0000 8085 3644
- Library of Congress Control Number: n80054976
- Nationale Bibliotheek van Tsjechië: xx0169960
- Nationale Bibliotheek van Israël: 987007409081305171
- Nederlandse Thesaurus van Auteursnamen: 125698127
- Système universitaire de documentation: 174476744
- Virtual International Authority File: 5555557
- WorldCat: E39PBJp9qJG3hQPGhpR3xck7HC